# Edmondo Del Bufalo
Edmondo Del Bufalo (Poggio Mirteto, 11 settembre 1883 – 2 gennaio 1968) è stato un ingegnere e politico italiano.

## Biografia
Figlio di Antonio Dionisio e fascista della prima ora, presente alla fondazione dei Fasci di combattimento a Milano e organizzatore di squadre d'azione, è stato amministratore della Confederazione professionisti e artisti, vicepresidente a presidente del Consiglio tecnico dell'Associazione nazionale per il controllo della combustione, presidente della Commissione per lo studio dei problemi della protezione dell'offesa aerea in seno al Consiglio Nazionale delle Ricerche, presidente del Comitato tecnico della Commissione centrale per l'esame delle invenzioni del Consiglio Nazionale delle Ricerche. Deputato per tre legislature, senatore dal 1943 decaduto per sentenza dell'Alta Corte di Giustizia per le Sanzioni contro il Fascismo.
Come ingegnere ha lavorato al progetto della “Via Imperiale” (l’attuale Cristoforo Colombo) e si è occupato del Piano Regolatore Generale di Roma del 1931.
Venne creato Conte nel 1967 da Umberto II.

## Incarichi
- Amministratore della Confederazione professionisti e artisti

- Vicepresidente del Consiglio tecnico dell'Associazione nazionale per il controllo della combustione

- Presidente del Consiglio tecnico dell'Associazione nazionale per il controllo della combustione

- Presidente della Commissione per lo studio dei problemi della protezione dell'offesa aerea in seno al Consiglio nazionale delle ricerche

- Presidente del Comitato tecnico della Commissione centrale per l'esame delle invenzioni del Consiglio nazionale delle ricerche

- Segretario generale del Comitato ingegneria del Consiglio nazionale delle ricerche

## Politica
Camera dei Deputati
| Legislatura | Collegio                 |  | Data elezione |
| XXVIII      | Collegio unico nazionale |  | 24-03-1929    |
| XXIX        | Collegio unico nazionale |  | 25-03-1934    |

Camera dei Fasci e delle Corporazioni
| XXX - I della Camera dei fasci e delle corporazioni | Membro della corporazione dell'acqua, del gas e dell'elettricità | 11-03-1939 | Nomina con decreto del duce |